# ラスト・エクソシズム2 悪魔の寵愛
『ラスト・エクソシズム2 悪魔の寵愛』（原題:The Last Exorcism Part II）は2013年に公開されたアメリカ合衆国のホラー映画である。監督はエド・ガス＝ドネリー、主演はアシュリー・ベルが務めた。本作は2010年に公開された映画『ラスト・エクソシズム』の続編である。
なお、本作は日本国内で劇場公開されなかったが、2014年6月11日にDVDが発売された。

## 概略
前作での出来事の後、施設に引き取られたネルは治療を施されていた。徐々に心身の健康を取り戻していくかに思われた矢先、ネルの周辺で怪現象が多発するようになった。悪魔はなおもネルに取り憑いていたのである。

## キャスト
- ネル・マーガレット・スウィーツァー：アシュリー・ベル
- グウェン：ジュリア・ガーナー
- クリス：スペンサー・トリート・クラーク
- ルイス・スウィーツァー：ルイス・ハーサム
- カルダー：デヴィッド・ジェンセン
- セシル：タラ・リッグス
- リリー：ボヤナ・バルタ
- フランク・マール：ミューズ・ワトソン
- ダフネ：エリカ・ミシェル
- モニーク：シャリス・アンジェル・ウィリアムズ
- 牧師：ジョー・クレスト
- ステファニー：レーデン・グリア
- ジャレッド：ジャド・ローマンド
- ジェフリー：E・ロジャー・ミッチェル
- ミシェル：アシュリン・ロス
- ビヴァリー：ディーヴァ・タイラー
- 年老いたブルース歌手：ディーコン・ジョン・ムーア

## 製作
2012年1月21日、『ラスト・エクソシズム』の続編が製作されることになり、アシュリー・ベルの続投とエド・ガス＝ドネリーの監督起用が決まったと報じられた。11月21日、マイケル・ワンドマッチャーが本作で使用される楽曲を手がけるとの報道があった。2013年6月11日、本作のサウンドトラックが発売された。

## マーケティング・興行収入
2012年11月15日、CBSフィルムズが本作の全米配給権を獲得したと報じられた。2013年1月10日、本作のオフィシャル・トレイラーが公開された。
本作は『ファントム 開戦前夜』、『ジャックと天空の巨人』、『21オーバー 最初の二日酔い』と同じ週に封切られ、公開初週末に1250万ドルを稼ぎ出すと予想されていたが、実際の数字はそれを大幅に下回るものとなった。2013年3月1日、本作は全米2771館で公開され、公開初週末に875万ドルを稼ぎ出し、週末興行収入ランキング初登場5位となった。これは前作のオープニング興収を大きく下回るものでもあった。

## 評価
本作は批評家から酷評されている。映画批評集積サイトのRotten Tomatoesには72件のレビューがあり、批評家支持率は15%、平均点は10点満点で3.6点となっている。サイト側による批評家の見解の要約は「『ラスト・エクソシズム2 悪魔の寵愛』は敢えてファウンド・フッテージを採用しなかったようだが、この選択は凶と出た。同作は実に退屈なサイコロジカル・ホラー作品で、ナンセンスの域を脱していない。」となっている。また、Metacriticには20件のレビューがあり、加重平均値は35/100となっている。なお、本作のCinemaScoreはC-となっている。